# Таласса
Та́ласса, Фа́ласса, Та́латта (др.-греч. Θάλασσα, «море») — персонаж древнегреческой мифологии, богиня моря. Дочь Эфира и Гемеры, жена Понта, породила от Понта роды рыб. Мать тельхинов и Галии.
Её статуя находится в Коринфе, она держит на руках юную Афродиту.
В некоторых источниках Таласса — эпитет Тефии, ей посвящён XXII орфический гимн.

## Интересные факты
Таласса или теория генитальности- одна из самых известных и  работ психоаналитика Шандора Ференци  /  Thalassa Sandor Ferenczi, ISBN 0-946439-61-3.
Талассой зовется планета-океан, на которой происходит действие повести (1956) и романа (1986) А. Кларка «Песни далёкой Земли».
- Во Франции это название популярной еженедельной телепередачи «Таласса» (1975 — наст. время) на тему моря и связанных с ним сюжетов с экологической, спортивной, человеческой и исторической точек зрения.
- В честь Талассы назван спутник Нептуна (1991).
- В честь Талассы назван международный научный журнал Thalassas издательства Springer[4].